# Тычин
Тычин (пол. Tyczyn)  —  город  в Польше, входит в Подкарпатское воеводство,  Жешувский повят.  Имеет статус городско-сельской гмины. Занимает площадь 9,67 км². Население — 3358 человек (на 2008 год).

## Известные уроженцы и жители
- Собчик, Катажина (1945—2010) — одна из популярнейших польских эстрадных певиц.
- Георгий из Тычина (до 1510—1591) — поэт-гуманист, королевский секретарь, дипломат при папском дворе.
- Нотович, Натан (1911—1968) — немецкий композитор, педагог, музыковед и общественный деятель.
- Водзицкий, Людвик (1834—1894) — польский и австро-венгерский общественный деятель, консервативный политик, маршал (спикер) Галицкого краевого сейма. Владелец Тычина в XIX веке.